# Derby Silk Mill
Derby Silk Mill (eller Derby Industrial Museum) er et museum i Derby i East Midlands i England ved floden Derwent. Det var oprindeligt et silkevæveri, og er i dag museum for Derbys industrihistorie. Væveriet var den første fabrik, som anvendte vandkraft fra Derwent. Senere blev der bygget andre tekstil- og papirfabrikker ved floden, og under navnet Derwent Valley Mills er de kommet på UNESCOs Verdensarvsliste.
Væveriet blev grundlagt 1721 af brødrene John og Thomas Lombe efter tegninger, som John Lombe havde kopieret fra italienske silkeindustri – et tidligt tilfælde af industrispionage. Vandhjul med en diameter på syv meter blev bygget af George Sorocold, som var blandt tidens førende hydraulikingeniører. Væveriet var 33,5 m langt og 12 m bredt. Det havde fem etager. I 1730’erne arbejdede omkring 300 i væveriet. Den gamle bygning blev brandskadet i 1910 og genopført i tre etager.
Derby City Council lukkede museet midlertidigt den 3. april 2011 for at frigøre midler.